# Aldéievo
Aldéievo (en rus: Алдеево) és un poble de la República de Marí El, a Rússia, que en el cens del 2010 tenia 43 habitants. Pertany al districte rural de Kozmodemiansk.